# Eikenschorsschijfje
Het eikenschorsschijfje (Diatrypella quercina) is een schimmel behorend tot de familie Diatrypaceae. Het leeft saprotroof op dode stammen en takken van met name eik (Quercus).

## Kenmerken

### Uiterlijke kenmerken
Het eikenschorsschijfje heeft bolvormige tot kussenvormige vruchtlichamen met een diameter van 2 tot 4 cm. Ze breken door de schors heen en zijn aan de bovenkant wrattig. Het stroma is wit tot lichtbruin. Op elke stroma bevinden zich  8 tot 15 zwarte perithecia. De perithecia, zijn subglobose, soms hoekig als gevolg van druk en meten (350-) 450-750 µm in diameter. Peridium ca 25 µm dik, bruin, met een onduidelijke, smalcellige structuur, de hals dicht omzoomd met perifysen.

### Microscopische kenmerken
De asci meten 80-115 × 12-14 µm. De ascosporen zijn worstachtig, geelachtig in massa, enkelvoudig en kleurloos, sterk gekromd en soms bijna halfrond en meten 7,7-10 (-11) × 2,1-2,6 µm.

## Verspreiding
Het eikenschorsschijfje komt met name voor in Europa en Noord-Amerika. Het is enkele malen buiten dit gebied waargenomen in landen zoals, Guyana, Marokko en India. In Europa is het wijdverspreid en komt het voor van Spanje tot de zuidelijke regio's van het Scandinavisch schiereiland. In Nederland komt het zeer algemeen voor. Het staat niet op de rode lijst en is niet bedreigd.

## Taxonomie
Deze soort werd voor het eerst wetenschappelijk beschreven in 1794 door Christiaan Hendrik Persoon en noemde het Sphaeria quercina. De huidige naam, erkend door Index Fungorum, werd er in 1866 aan gegeven door Mordecai Cubitt Cooke.

## Foto's

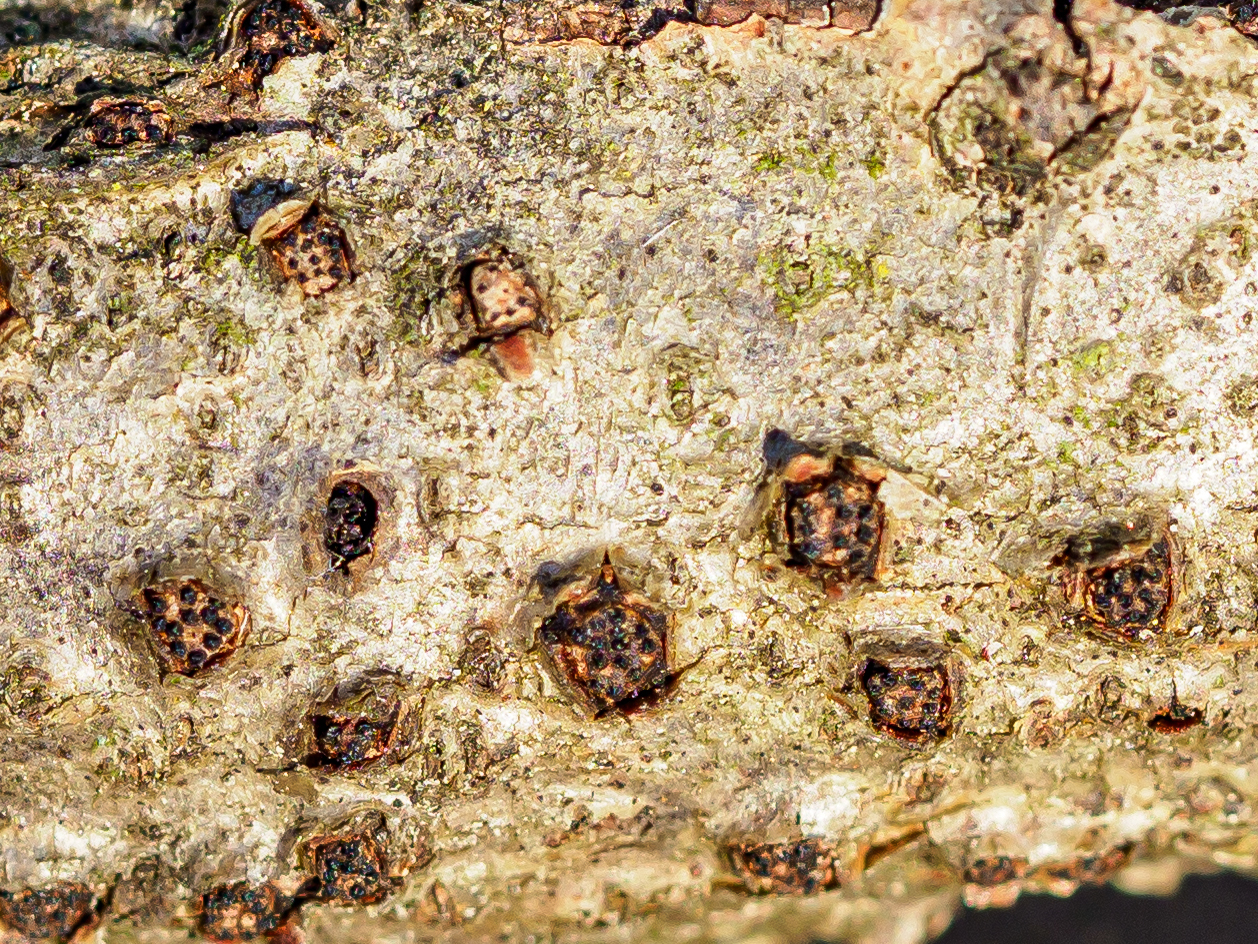
Vruchtlichamen breken door schors
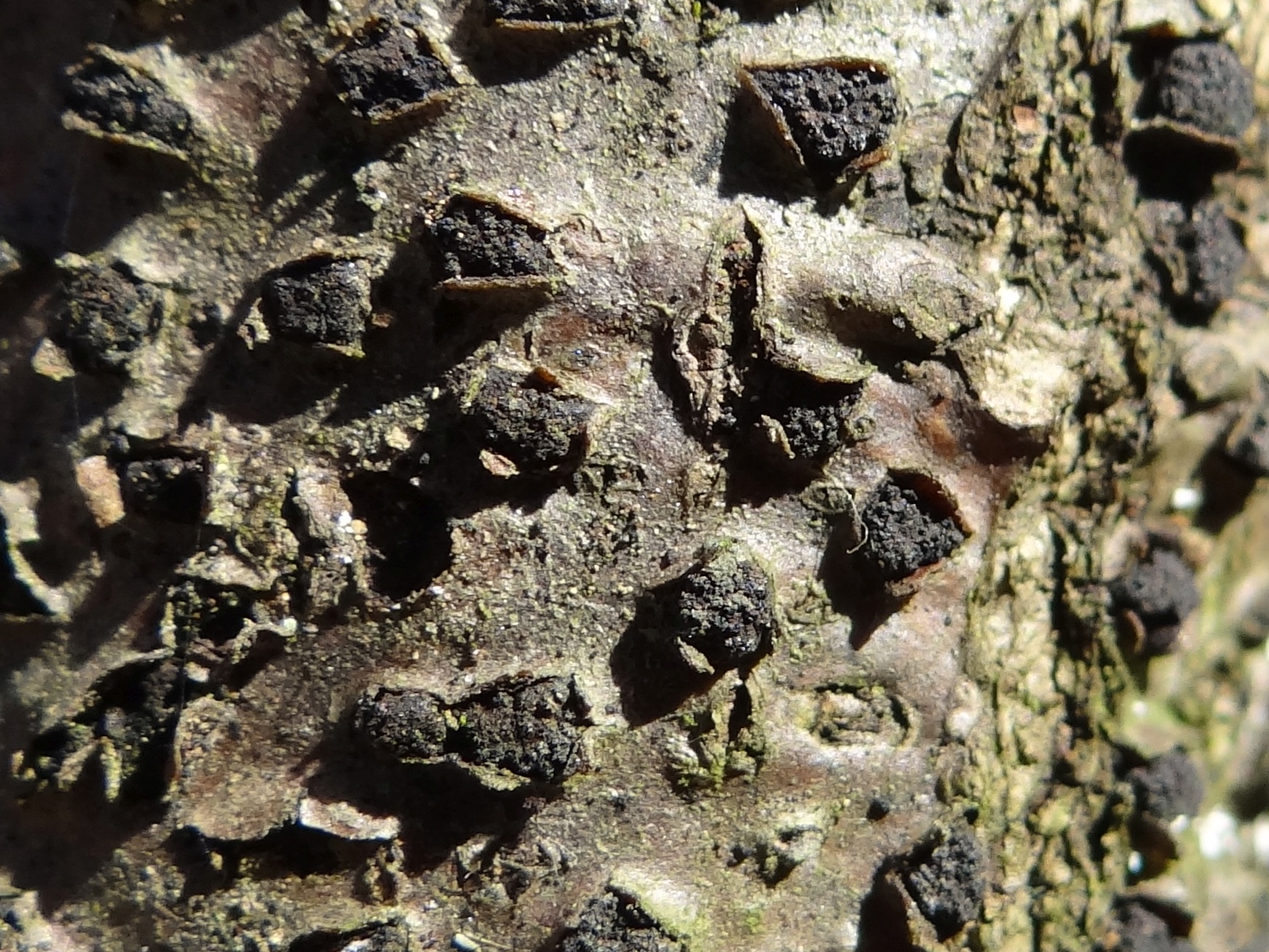
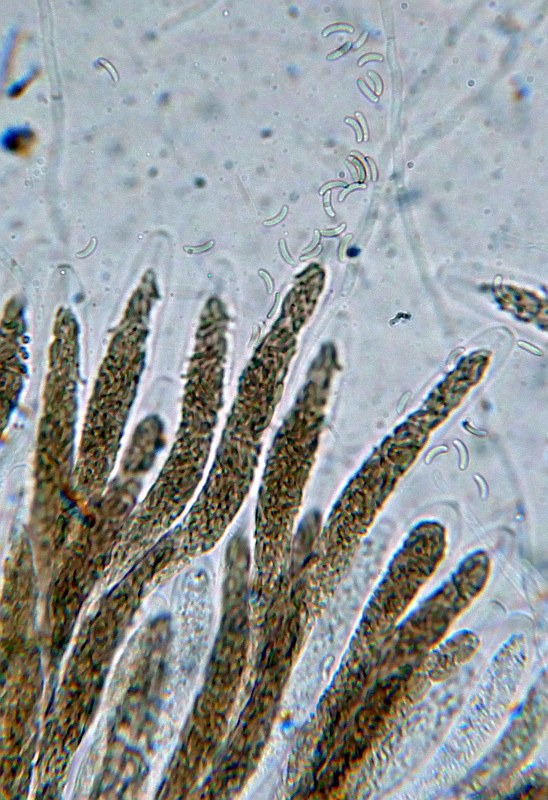
Asci
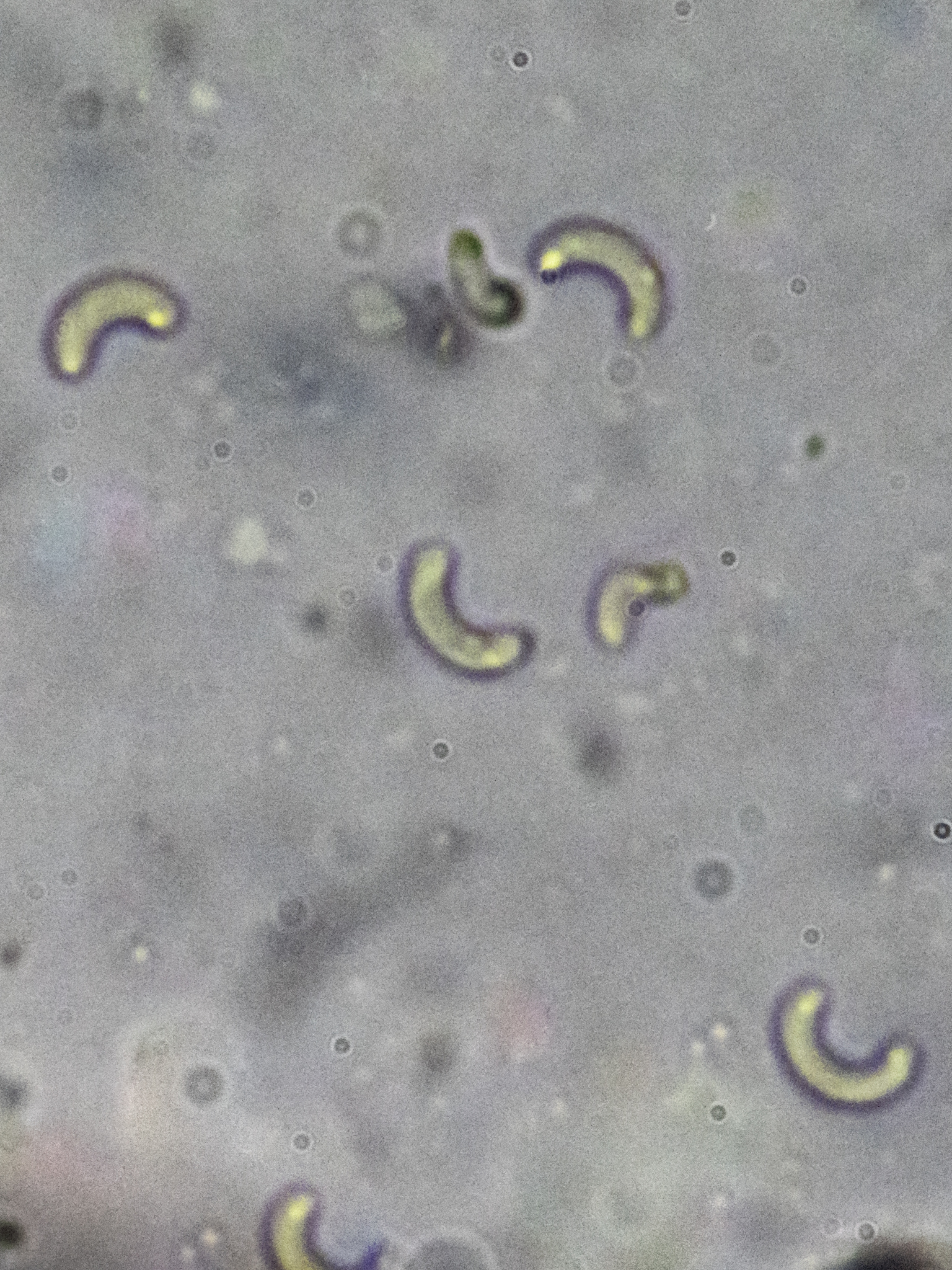
Sporen